# Masaaki Kanno
Masaaki Kanno (jap. 菅野 将晃 Kanno Masaaki; ur. 15 sierpnia 1960) – japoński piłkarz występujący na pozycji pomocnika, trener.

## Kariera piłkarska
Od 1979 do 1995 roku występował w klubach JEF United Ichihara i Kyoto Purple Sanga.

## Kariera trenerska
Po zakończeniu piłkarskiej kariery pracował jako trener w Mito HollyHock, Omiya Ardija i Shonan Bellmare.